# Portland Pattern Repository
O Portland Pattern Repository é um site criado por Ward Cunningham criador de sites com tecnologia wiki. Foi o primeiro wiki a existir na web.